# Distretto di Jhongjheng
Il distretto di Jhongjheng (中正區S, Zhōngzhèng QūP), o distretto di Zhongzheng, è un distretto della città di Keelung, situata a Taiwan.